# غوستاف أندرسون (لاعب كرة قدم)
غوستاف أندرسون هو لاعب كرة قدم سويدي، ولد في 6 نوفمبر 1979.